# کریس کرولینگ
کریس کرولینگ (انگلیسی: Chris Creveling؛ زادهٔ ۲۹ دسامبر ۱۹۸۶) اسکیت‌باز سرعت اهل ایالات متحده آمریکا است.